# Ryan Bruggeman
Ryan Bruggeman (Pelican Rapids (Minnesota), 10 de abril de 1996) es un baloncestista estadounidense que pertenece a la plantilla del Delteco GBC de la Liga LEB Oro. Con 1,83 metros de estatura, juega en la posición de base.

## Trayectoria deportiva

### Universidad
Jugó cuatro temporadas con los Mustangs, y durante la última temporada fue uno de los jugadores más destacados en NCAA-DII, sumando diferentes premios en su conferencia. En Southwest Minnesota State fue titular en todos los partidos de su carrera universitaria, pegando un salto numérico en su último año, en el que asumía bastantes tiros (hasta el punto de tener una media de 19 lanzamientos por partido), lo que le hizo tener unos promedios de 26.6 puntos, 4.3 rebotes, 5.6 asistencias y 2.8 robos.

### Profesional
Tras no ser elegido en el Draft de la NBA de 2019, firmó su primer contrato profesional con el HKK Zrinjski Mostar de la Liga de baloncesto de Bosnia y Herzegovina en la que jugaría durante 11 partidos  promediando 24 minutos, 10.9 puntos y 3.6 asistencias por encuentro.
En enero de 2020, se incorpora a las filas del Delteco GBC de la Liga LEB Oro para cubrir la baja de Reed Timmer.